# Grijskeelschoffelsnavel
De grijskeelschoffelsnavel (Poecilotriccus sylvia) is een zangvogel uit de familie Tyrannidae (tirannen).

## Verspreiding en leefgebied
Deze soort komt voor van Mexico tot Brazilië en telt vijf ondersoorten:
- P. s. schistaceiceps: van zuidelijk Mexico tot Panama.
- P. s. superciliaris: noordelijk, westelijk en centraal Colombia.
- P. s. griseolus: oostelijk Colombia en Noordelijke n centraal Venezuela.
- P. s. sylvia: noordelijk Brazilië, Guyana en Frans-Guyana.
- P. s. schulzi: noordoostelijk Brazilië.

## Status
De grootte van de populatie is in 2019 geschat op 0,5-5 miljoen volwassen vogels. Op de Rode lijst van de IUCN heeft deze soort de status niet bedreigd.